# 정종연
정종연 (Jung Jong-yeon, 1977년~)은 TEO 소속 텔레비전 프로듀서이다.

## 논란

### N번방 연루 논란
2020년 4월 2일 워마드, 디시인사이드, 트위터 등 일부 커뮤니티에 정종연이 N번방 사건에 연루되었다는 루머가 유포되었다. 논란이 일어나자 정종연은 루머에 나온 핸드폰 캡처가 현재 사용하는 기종과 다르고 핸드폰은 1개만 사용 중이며, 마포경찰서에 수사를 의뢰했으며 선처 없이 강력히 대처하겠다는 입장을 내놨다.

## 연출
- 2011 ~ 2012 코리아 갓 탤런트[6]
- 2013 ~ 2015 더 지니어스[7]
- 2016 노래의 탄생[8]
- 2016 ~ 2017 소사이어티 게임[9]
- 2018 ~ 2021 대탈출 시즌 1 ~ 4[7][10]

- 2020 냐옹은 페이크다[11]
- 2021 ~ 2022 여고추리반 시즌 1 ~ 2[12][13]https://www.newsculture.press/news/articleView.html?idxno=505712

## 기타
2020년 12월 24일 오후 8시, tvN 유튜브 채널에서 라이브를 진행하였다.해당 라이브 링크
문명특급과의 인터뷰에서 트릭이나 스토리를 짤때, 1, 2, 3, 4단계가 있다면 2단계까지는 쉽게 짠다고 밝혔다.
2021년 3월 20일, 클럽하우스에서 라이브 방송을 진행하였다.